# A.E. — Accident Extraordinari
AE — Accident extraordinari (rus: Ч. П. — Чрезвычайное происшествие ; translit. rus. Ch. P. - Chrezvychainoe proisshestvie) és una pel·lícula dramàtica soviètica de 1958 dirigida per Viktor Ivtxenko. Va ser el líder de la taquilla de 1959 a la Unió Soviètica després de tenir més de 47 milions d'espectadors. La pel·lícula es basa en fets reals de la captura del vaixell cisterna soviètic "Tuapse" el 23 de juny de 1954.

## Argument
La pel·lícula està ambientada l'any 1954. El petrolier soviètic "Poltava" que viatja amb querosè a la Xina, és capturat pel Guomindang. A més, el motorista Raiskiy és acusat d'haver matat accidentalment un dels soldats tot i que després resulta que encara és viu, i sota aquest pretext, el Guomindang comença a buscar l' "assassí", utilitzant aquest incident com un dels motius per detenció del vaixell. El vaixell cisterna amb tripulació és lliurat a Taiwan, on se'ls convenç de passar voluntàriament a la "autèntica llibertat i democràcia", i reben un tracte excepcional: s'allotgen en una vil·la de luxe, els donen menjar i beure. Quan la persuasió no els funciona, comencen a utilitzar mesures molt diferents: camp de concentració i opressió. Segueixen aventures heroiques. Alguns tornen a casa després d'uns mesos, d'altres només durant molts anys, i alguns no tornen mai. La història s'explica des del punt de vista del primer oficial de treball educatiu del capità, interpretat per Mikhail Kuznetsov.

## Repartiment
- Mikhail Kuznetsov - Anton Kovalenko
- Alexander Anurov - Leonid Kalugin
- Viatxeslav Tikhonov - Victor Rayskiy
- Taisiya Litvinenko - Rita Voronkovа
- Anatoly Solovyov Grachev
- Giuli Chokhonelidze - Javakheti
- Dmitri Kapka - Kharitonenko
- Vladimir Rudin - Ivan Frolov
- Yuri Sarychev
- Paul Usovnitxenko - Nikolai Sakharov
- Vladimir Dalsky - Fang
- Vladimir Uan-Zo-Li - Gao
- Alexandre Tolstoi - Doronin
- Valeri Zinoviev
- Boris Ivtxenko
- Eugeni Baliev - Sokolov
- Witold Yanpavlis
- Alexander Barushnoy — Ambaixador francès
- Vladimir Volchik - oficial nord-americà

## Premis
- Primer premi de direcció d'art (M. Yuferov)
- Segon premi a la direcció de la pel·lícula (V. Ivchenko) TCF-59 a Kíev.